# Krokskogen

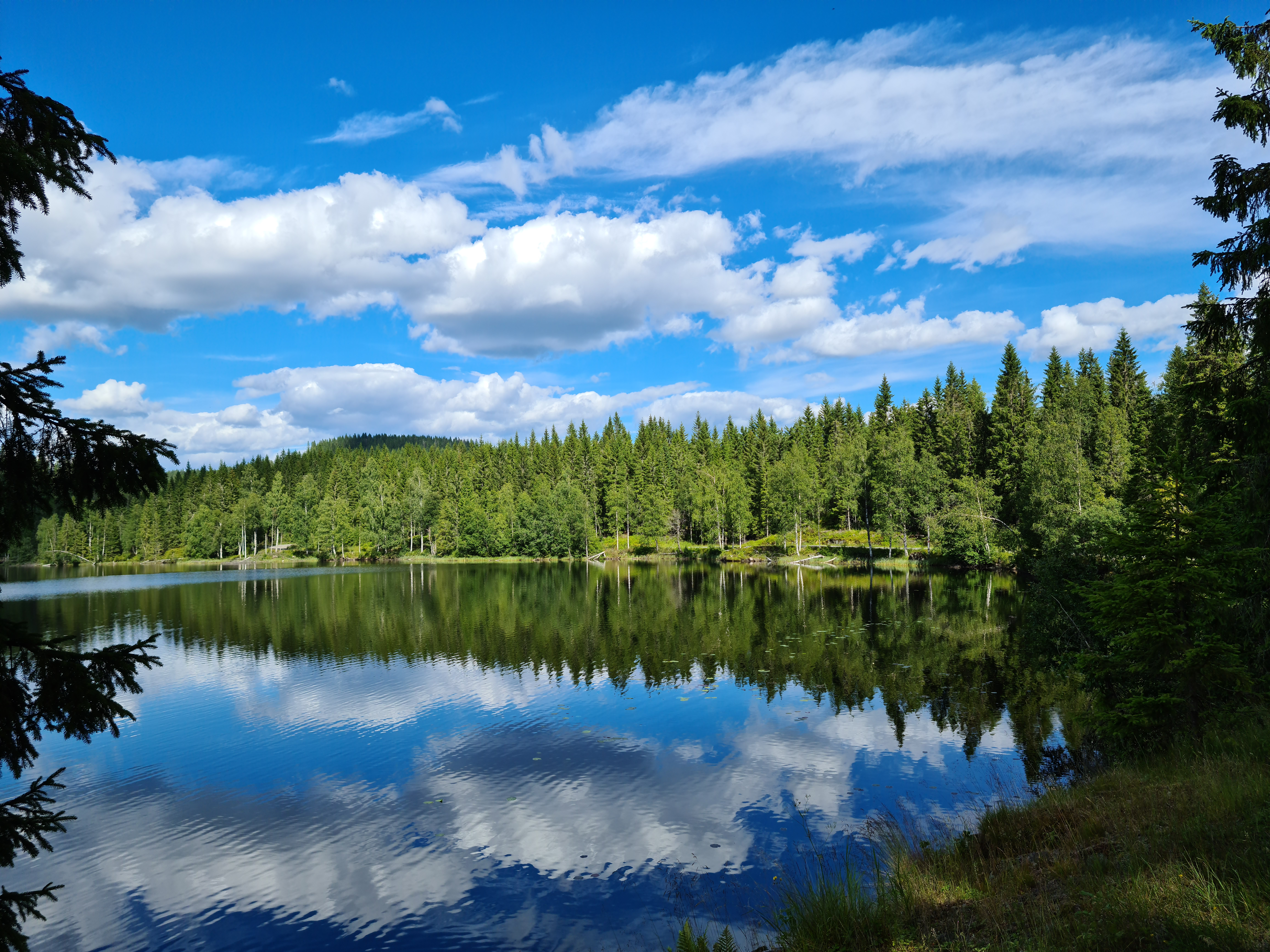
Insjön Svarten i Krokskogen.

Krokskogen är ett skogsområde som ligger i kommunerna Hole, Bærum, Ringerike och Oslo. Krokskogen omfattar ett område som i öster avgränsas av Langlielva och sjön Spålen, i norr av fylkesgränsen mellam Akershus och Buskerud, i väster av Ringeriksbygden och Tyrifjorden,  i sydväst av Europaväg 16 samt i söder av Bærumsbygden. Gränserna mellan Bærumsmarka och Krokskogen följer bäcken Fløyta så att gården Kampen ligger i Krokskogen medan serveringen Vensåssetra ligger i Bærumsmarka.
Den högsta punkten är Oppkuven på 703,6 meter över havet. Andra höga toppar er Ringkolltoppen på 701,4 meter över havet och Gyrihaugen på 682,1 meter över havet.
En del av Krokskogen räknas till Oslomarka.